# Vinod Khosla
Vinod Khosla (né le 28 janvier 1955) est un investisseur américano-indien qui a fait sa réputation dans le capital-investissement. Parmi les plus influents de Silicon Valley, il est considéré comme l'un des meilleurs investisseurs en haute technologie. 
Milliardaire, il est l'un des cofondateurs de Sun Microsystems et était l'un des partenaires principaux de la firme de capital de risque Kleiner, Perkins, Caufield & Byers.

## Biographie
Son choix de carrière s'est cristallisé à l'âge de 16 ans, alors qu'il lisait sur la création d'Intel dans le magazine Electronic Engineering Times. Il a obtenu des diplômes de différentes institutions prestigieuses : Indian Institute of Technology, Delhi, Inde (bachelier en génie électrique), Carnegie Mellon University, États-Unis (maîtrise en génie biomédical) et Stanford Graduate School of Business, États-Unis (MBA).
En 1979, Khosla fonde Sun Microsystems avec Scott McNealy, Andy Bechtolsheim et Bill Joy. Ayant rejoint Kleiner, Perkins, Caufield & Byers en 1984, il quitte Sun en 1985 pour se consacrer à sa carrière d'investisseur. En 2004, il a fondé sa propre firme, Khosla Ventures.
Depuis 2008, il est dans un conflit judiciaire autour d'une plage publique (Martins Beach (en)) qu'il souhaite privatiser car sa route d'accès traverse sa propriété située en Californie. 

## Réalisations

### Fondations d'entreprises
- Sun Microsystems
- Daisy Systems

### Investissement
- NexGen (maintenant propriété d'AMD)
- Excite
- Juniper Networks
- Cerent
- Corvis

### Membre du conseil d'administration
- E-asic Inc
- Spatial Photonics Inc
- Xsigo
- SkyBlue Technologies
- Infinera
- Kovio
- Zettacore

### Autres
- The Indus Entrepreneurs (TiE)